# جنا اسمیت
جنا اسمیت (انگلیسی: Jenna Smith؛ زادهٔ ۲۵ ژوئیهٔ ۱۹۸۸) بازیکن بسکتبال اهل ایالات متحده آمریکا است.